# Аббасов, Айхан Ферзух оглы
Айха́н Ферзу́х оглы́ Абба́сов (азерб. Ayxan Fərzux oğlu Abbasov; род. 25 августа 1981, Баку) — азербайджанский футболист (полузащитник) и тренер. Главный тренер ФК «Шамахы» (с 2024) и сборной Азербайджана до 21 года (с 2025).

## Карьера
В футбол начал играть в возрасте 7 лет в посёлке Бузовна, в спортивной школе «СДЮШОР» Азизбековского района города Баку. Первый тренер — Беюкага Аббасов.
Выступал за молодёжную и юношеские (до 17 и до 19) сборные Азербайджана.
Начинал выступления в профессиональном футболе с клуба «Хазри Бузовна». В сезоне 1997/98 играл за клуб высшей лиги Ю-18.
Затем 6 лет провёл в клубе «Шафа» (Баку) (с перерывом на 2002 год в составе МОИКа).
В 2004—2005 играл за «Туран» (Товуз), в 2006—2007 — «Интер» (Баку).
Сезон 2007/2008 начинал в составе клуба МКТ-Араз (Имишли). Выступал за клуб в обеих играх в Кубке УЕФА против польского «Гроцлина», по итогам которых имишлийская команда выбыла из турнира. После этой неудачи президент клуба расформировал команду. Аббасов перешёл в агдамский «Карабах».
В «Карабахе» выступал на протяжении 4-х лет. В сезоне 2011/2012 играл за «Туран» (Товуз).

## Тренерская карьера
С 2015 года тренировал дубль «Зиря». С 27 декабря 2016 года стал главным тренером основной команды «Зиря». В сезонах 2016/2017 и 2017/2018 команда занимала 4 место.  29 августа 2018 года после первых двух туров чемпионата 2018/2019 подал в отставку.
С 14 ноября 2018 по 16 декабря 2021 года тренировал «Сумгаит».
С лета 2022 года по 29 мая 2024 года являлся главным тренером ФК «Туран» (Товуз)». В сезоне 2023/2024 команда заняла 6 место.
Главный тренер ФК «Шамахы» (с 13 июня 2024).
Главный тренер сборной Азербайджана до 21 года (с 28 февраля 2025 года). Будет совмещать работу в сборной и клубе.

## Достижения
В качестве игрока:
- Обладатель Кубка Азербайджана (2): 2001 год — в составе клуба «Шафа», 2009 год в составе клуба «Карабах»[10].